# Le Bourreau turc
Le Bourreau turc, venuda als Estats Units com a The Terrible Turkish Executioner, or It Served Him Right i al Regne Unit com What Befell the Turkish Executioner, és una pel·lícula muda francesa dirigida per Georges Méliès el 1904. Va ser venuda per la Star Film Company de Méliès i està numerada del 534 al 535 als seus catàlegs.
El mateix Méliès interpreta el botxí a la pel·lícula, una de les diverses obres de Méliès en què intervenen caps sense cos. Els efectes especials es creen amb escamoteigs. L'execució de la pel·lícula emula un efecte popular durant dos segles als espectacles de llanterna màgica, en què els caps tallats o fenòmens similars es podrien mostrar en moviment mitjançant diapositives de vidre superposades.
En un estudi sobre Méliès, Elizabeth Ezra assenyala que la pel·lícula "explota l'estereotip del despotisme i la crueltat oriental", amb els caps d'atrezzo que donen "una immediatesa visceral més propera al gore (encara que irònic) de Tarantino que a les parts del cos a l'estil Disney de ball estàndard de Méliès."